# Tragia impedita
Tragia impedita är en törelväxtart som beskrevs av David Prain. Tragia impedita ingår i släktet Tragia och familjen törelväxter. Inga underarter finns listade i Catalogue of Life.